# Audi Sport quattro
De Audi Sport quattro, voluit Audi Sport quattro S1, is een rallyauto die door Audi werd ingezet tijdens het wereldkampioenschap rally in Groep B, in de seizoenen 1984 en 1985.

## Geschiedenis

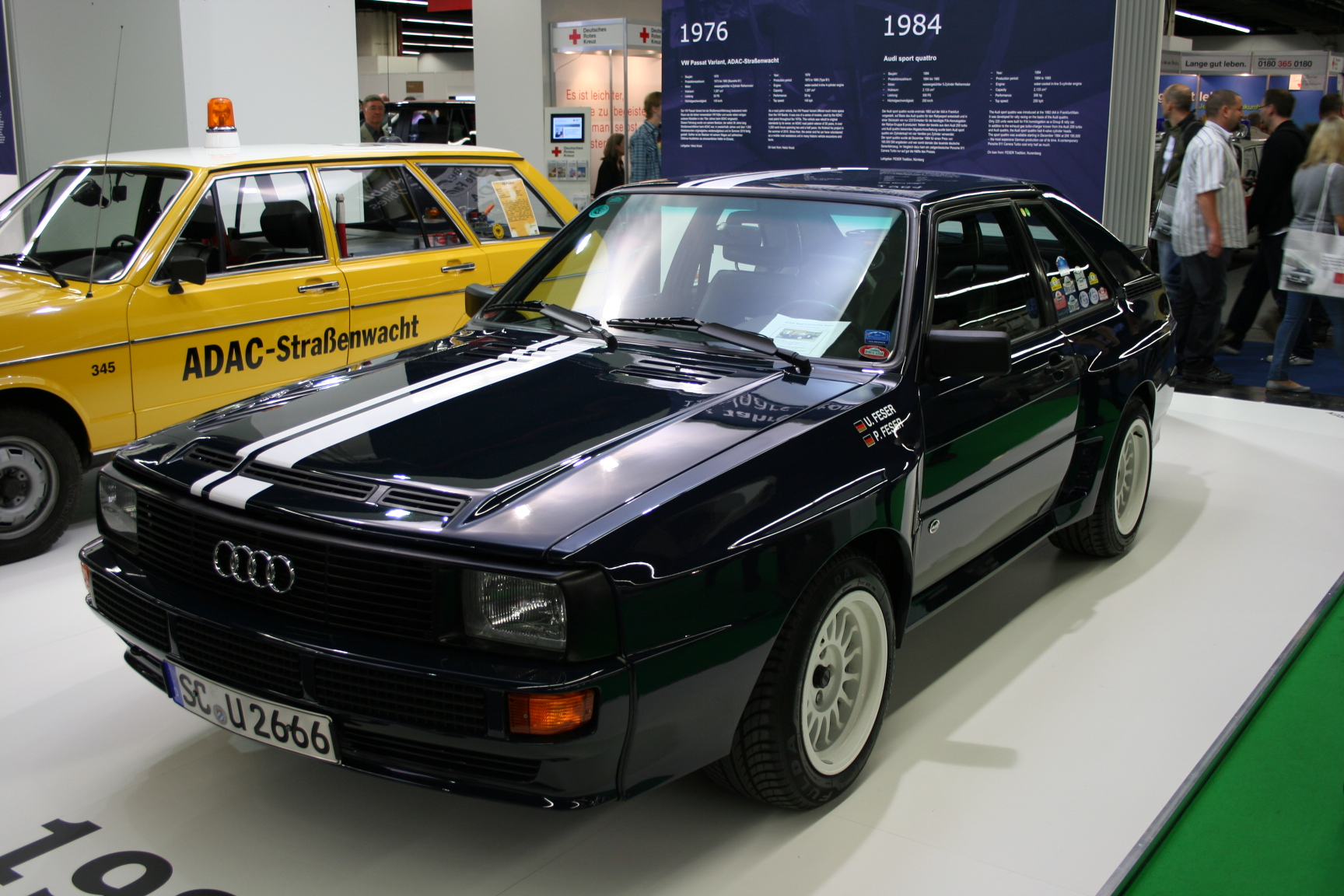
De straatversie van de Sport quattro, voor het eerst geïntroduceerd in 1983

Ondanks het succes in de voorgaande jaren, met twee wereldtitels (1 bij de constructeurs en 1 bij de rijders) en meerdere overwinningen, bleek Groep B zich met rasse schreden te ontwikkelen en werd de competitie voor Audi heviger. Audi zou op korte termijn niet meer de enige constructeur zijn van een rallywagen met vierwielaandrijving, na de introductie van de Peugeot 205 Turbo 16 in 1983, waarbij de achterliggende gedachten radicaal anders waren dan die van het oorspronkelijke quattro-ontwerp. Audi introduceerde datzelfde jaar daarom de Sport quattro, die duidelijk bedoeld was het team een stap voorwaarts te brengen in het Wereldkampioenschap Rally. In vergelijking tot zijn voorganger, de Audi quattro A2, werd de wielbasis ingekort met 200 mm, terwijl de conventionele 5 cilinder motor nu een kop had met vier kleppen per cilinder, met daarnaast een betere compressieverhouding die nog eens minstens 50 pk extra gaf (in totaal produceerde de motor zo'n 140 pk meer dan zijn voorganger). Aerodynamisch oogde de Sport quattro wat groter, onder meer door een doordachte achtervleugel om de neerwaartse druk te verbeteren en bredere wielkasten. De body bestond grotendeels uit kevlar om het geheel lichter te maken, terwijl de balans in de gewichtsverdeling werd aangepakt door de oliekoeler naar achteren te verplaatsen.

### Competitief

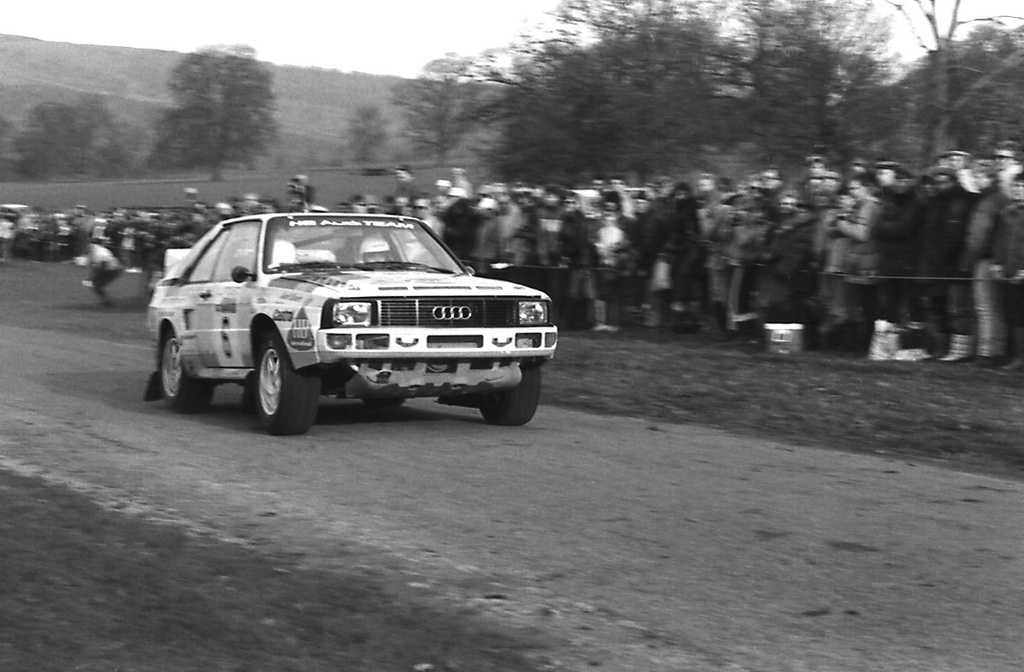
Michèle Mouton actief met de Sport quattro in Groot-Brittannië 1984

De Sport quattro werd op 1 mei 1984 gehomologeerd en maakte voor het eerst zijn opwachting in de Corsica in het seizoen 1984 (per toeval tegelijkertijd met de Peugeot 205 T16). Het debuut was weinig succesvol, aangezien rijder Walter Röhrl in de openingsfase al moest opgeven met een oververhitte motor. De betrouwbaarheidsproblemen bleven aanhouden in de daaropvolgende ronden in Griekenland, Finland en San Remo, waarop Stig Blomqvist, die om de wereldtitel streed, besloot om het seizoen grotendeels te blijven afwerken in de oude vertrouwde quattro A2. De problemen aan de Sport quattro werden echter verholpen en Blomqvist wist ermee het zware evenement in Ivoorkust te winnen, en zou uiteindelijk ook wereldkampioen 1984 worden. Audi won eveneens voor de tweede keer de titel bij de constructeurs, al had het dat voornamelijk nog te danken aan de resultaten van de quattro A2.
Het seizoen 1985 begon bemoedigend, waarin het goed competitie kon bieden aan Peugeot. Het behaalde met de rijders Röhrl en Blomqvist een aantal podiumresultaten, maar miste ook potentiële overwinningen, onder meer in Portugal, waar Röhrl het tempo grotendeels dirigeerde, maar laat in de rally in leidende positie technische problemen ondervond en vervolgens moest consolideren voor een derde plaats. Daarna begon de betrouwbaarheid van het materiaal ook weer parten te spelen in de kansen van hun rijders en kon het uiteindelijk ook niet de overmacht van Peugeot bedwingen, die halverwege het seizoen al op koers lagen voor beide titels. Audi bleef tot aan de WK-ronde in Nieuw-Zeeland deelnemen met de Sport quattro, waar zij veelzeggend achter de Peugeots als derde en vierde eindigden (de auto zou later in het seizoen echter nog zonder succes ingezet worden in Ivoorkust). Daarna werd deze vervangen door een evolutie versie, genaamd de Sport quattro E2 (evolutie 2), die radicale veranderingen kende ten opzichte van zijn voorganger, onder meer in zijn complete verschijning.
De Sport quattro behaalde in privé-handen nog een derde plaats tijdens de WK-ronde van de Verenigde Staten in 1986 met John Buffum achter het stuur. Ook in Noord-Amerika, maar buiten het WK om, werd Michèle Mouton met deze auto in 1984 tweede en in 1985 de winnares van de Pikes Peak International Hill Climb, door er in beide jaren een record tijd neer te zetten.

## Specificaties
| Audi Sport quattro    | Audi Sport quattro   | Audi Sport quattro                                |
| --------------------- | -------------------- | ------------------------------------------------- |
| Carrosserie           | Merk                 | Audi                                              |
| Carrosserie           | Type                 | Sport quattro                                     |
| Carrosserie           | Body                 | Coupé, 2-deurs                                    |
| Carrosserie           | Materiaal            | Staal en kevlar                                   |
|                       |                      |                                                   |
| Afmetingen en gewicht | Lengte               | 4160 mm                                           |
| Afmetingen en gewicht | Breedte              | 1790 mm                                           |
| Afmetingen en gewicht | Hoogte               | 1344 mm                                           |
| Afmetingen en gewicht | Wielbasis            | 2204 mm                                           |
| Afmetingen en gewicht | Spoorbreedte voor    | 1465 mm                                           |
| Afmetingen en gewicht | Spoorbreedte achter  | 1502 mm                                           |
| Afmetingen en gewicht | Gewicht              | 1200 kg                                           |
|                       |                      |                                                   |
| Technisch             | Motor                | 5 cilinder in lijn, Turbo                         |
| Technisch             | Motor positie        | Voor, longitudinaal                               |
| Technisch             | Capaciteit           | 2110 cc                                           |
| Technisch             | Boring × Slag        | 79,5 × 85                                         |
| Technisch             | Ventielen per cil.   | 4                                                 |
| Technisch             | Nokkenas             | Dubbel bovenliggend                               |
| Technisch             | Vermogen             | 420 pk/7500 tpm                                   |
| Technisch             | Max. koppel          | 451 Nm/5500 tpm                                   |
| Technisch             | Compressieverhouding | 7.5:1                                             |
| Technisch             | Verbranding          | Injectie                                          |
| Technisch             | Transmissie          | 6-versnellingsbak                                 |
| Technisch             | Aandrijving          | quattro 4x4                                       |
| Technisch             | Ophanging            | McPherson veerpoten, schroefveren en schokbrekers |

## Complete resultaten in het Wereldkampioenschap Rally
| Seizoen | Rijders        | 1   | 2   | 3   | 4   | 5   | 6   | 7   | 8   | 9   | 10  | 11  | 12  | Pos. | Punten |
| ------- | -------------- | --- | --- | --- | --- | --- | --- | --- | --- | --- | --- | --- | --- | ---- | ------ |
| 1984    |                | MON | ZWE | POR | KEN | FRA | GRI | NZL | ARG | FIN | ITA | IVK | GBR | 1    | 120    |
| 1984    | Walter Röhrl   |     |     |     |     | NF  | NF  |     |     |     | NF  |     |     | 1    | 120    |
| 1984    | Michèle Mouton |     |     |     |     |     | NF  |     |     | NF  |     |     | 4   | 1    | 120    |
| 1984    | Hannu Mikkola  |     |     |     |     |     |     |     |     | NF  |     |     |     | 1    | 120    |
| 1984    | Stig Blomqvist |     |     |     |     |     |     |     |     |     | NF  | 1   |     | 1    | 120    |
| 1985    |                | MON | ZWE | POR | KEN | FRA | GRI | NZL | ARG | FIN | ITA | IVK | GBR | 2    | 126    |
| 1985    | Stig Blomqvist | 4   | 2   | 4   | NF  |     | 2   | 4   |     |     |     |     |     | 2    | 126    |
| 1985    | Walter Röhrl   | 2   | NF  | 3   |     | NF  | NF  | 3   |     |     |     |     |     | 2    | 126    |
| 1985    | Hannu Mikkola  |     | 4   |     | NF  |     |     |     |     |     |     |     |     | 2    | 126    |
| 1985    | Michèle Mouton |     |     |     |     |     |     |     |     |     |     | NF  |     | 2    | 126    |
| 1985    | Franz Braun    |     |     |     |     |     |     |     |     |     |     | NF  |     | 2    | 126    |